# Polistes cavapytiformis
Polistes cavapytiformis är en getingart som beskrevs av Richards 1978. Polistes cavapytiformis ingår i släktet pappersgetingar, och familjen getingar. Inga underarter finns listade i Catalogue of Life.